# Ubajd Allah ibn Sulajman
Ubajd Allah ibn Sulajman (arab. ‏عبيدالله بن سليمان‎; ur. 840, zm. kwiecień 901 roku w Bagdadzie) – wyższy urzędnik kalifatu Abbasydów, który pełnił funkcję wezyra od czerwca 891 do kwietnia 901 roku.

## Biografia
Ubajd Allah pochodzi z rodziny chrześcijańskiej rodziny nestoriańskiego pochodzenia. Jego rodzina służyła kalifom za czasów Umajjadów. Sulajman ibn Wahb (ojciec), Al-Kasim ibn Ubajd Allah (syn), oraz dwójka wnuków: Al-Husajn ibn al-Kasim i Muhammad ibn al-Kasim, pełnili funkcję wezyrów.
Gdy jego ojciec pracował jako wezyr, Ubajd Allah pracował u jego boku jako sekretarz. Gdy Sulajman popadł w niełaskę u regenta Al-Muwaffaka, obydwoje zostali odwołani. Dopiero w czerwcu 891 roku Ibn Sulajman został mianowany wezyrem kalifa Al-Mu’tamida dzięki wsparciu syna Al-Muwaffaka i jednocześnie przyszłego kalifa Al-Mu’tadida.
Ubajd Allah wyróżnił się swoimi zdolnościami, uczciwością i sprawiedliwością i kontynuował piastowanie tego stanowiska przez większość panowania samego Al-Mu’tadid, aż do swojej śmierci w kwietniu 901 roku.